# Schneider Electric
Schneider Electric SA er en elektroteknikkoncern med hovedkontor i Paris og aktiviteter i over 102 lande. Virksomheden blev grundlagt i år 1836 af Adolphe og Eugène Schneider. I dag er firmaet virksomt indenfor markedssegmenterne bygninger, industri, boliger samt energi & infrastruktur. I 2007 havde koncernen cirka 120.000 ansatte. Omsætningen i år 2007 var cirka 130 milliarder danske kroner.
Lauritz Knudsen ejes af Schneider Electric.